# Рукомет за жене на Летњим олимпијским играма 1980.
На Олимпијским играма 1980. године, рукометни турнир у женској конкуренцији одржан је по други пут. Игре су одржане у Москви од 19. јула до 3. августа, а рукометни турнир у спортској дворани Динамо и спортској дворани Сокољники од 21. јула до 29. јула.
Као и први пут 1976. учествовало је 6 екипа. Играло се у једној групи по једноструком бод систему (свако са сваким по једну утакмицу). Пласман екипа у оквиру групе био је и коначан редослед екипа у рукомету за жене на олимпијским играма.

## Резултати
| Датум   | Место, време     | 1. екипа        | Резултат | 2. екипа        |
| 21. јул | Сокољники, 17,00 | Совјетски Савез | 30 : 11  | Конго           |
|         | Динамо, 18,30    | Источна Немачка | 16 : 10  | Чехословачка    |
|         | Динамо, 20,00    | Мађарска        | 10 : 19  | Југославија     |
| 23. јул | Сокољники, 17,00 | Совјетски Савез | 17 : 7   | Чехословачка    |
|         | Динамо, 18,30    | Мађарска        | 39 : 10  | Конго           |
|         | Динамо, 20,00    | Источна Немачка | 15 : 15  | Југославија     |
| 25. јул | Сокољники 17,00  | Совјетски Савез | 16 : 12  | Мађарска        |
|         | Динамо, 18,30    | Источна Немачка | 26 : 6   | Конго           |
|         | Динамо 20,00     | Чехословачка    | 15 : 25  | Југославија     |
| 27. јул | Сокољники, 17,00 | Совјетски Савез | 18 : 9   | Југославија     |
|         | Динамо, 18,30    | Чехословачка    | 23 : 10  | Конго           |
|         | Динамо, 20,00    | Источна Немачка | 19 : 9   | Мађарска        |
| 29. јул | Сокољники, 13,00 | Југославија     | 39 : 9   | Конго           |
|         | Сокољники, 14,30 | Мађарска        | 10 : 10  | Чехословачка    |
|         | Сокољники, 18,30 | Источна Немачка | 13 : 18  | Совјетски Савез |

### Табела
| Пласман | Екипа           | У | П | Н | Г | ДГ  | ПГ  | ГР   | Бодови |
| 1.      | Совјетски Савез | 5 | 5 | 0 | 0 | 99  | 52  | +47  | 10     |
| 2.      | Југославија     | 5 | 3 | 1 | 1 | 107 | 67  | +40  | 7      |
| 3.      | Источна Немачка | 5 | 3 | 1 | 1 | 91  | 58  | +33  | 7      |
| 4.      | Мађарска        | 5 | 1 | 1 | 3 | 80  | 74  | +6   | 3      |
| 5.      | Чехословачка    | 5 | 1 | 1 | 3 | 65  | 78  | -13  | 3      |
| 6.      | Конго           | 5 | 0 | 0 | 5 | 46  | 159 | -113 | 0      |

Легенда:
 У = утакмица, П = победа, Н = нерешено
Г = пораз, ДГ = дати голови, ПГ = примљени голови, ГР = гол-разлика

## Коначан пласман
| Злато  | Совјетски Савез |
| Сребро | Југославија     |
| Бронза | Источна Немачка |
| 4.     | Мађарска        |
| 5.     | Чехословачка    |
| 6.     | Конго           |

## Састави екипа победника
| 1. | Совјетски Савез | Наталија Тимошкина, Лариса Карлова, Ирина Палчикова, Лариса Савкина, Алдона Нененијене, Јулија Сафина, Олга Зубарјева, Валентина Лутајева, Љубов Одинокова, Зинаида Турчина, Наталија Лукјаненко, Сигита Стречен, Татјана Кочергина, Људмила Порадник |
| 2  | Југославија     | Ана Титлић, Славица Јеремић, Зорица Војиновић, Радмила Дрљача, Катица Илеш, Мирјана Огњеновић, Рада Савић, Светлана Китић, Светлана Анастасовска, Бисерка Вишњић, Весна Радовић, Мирјана Ђурица, Јасна Мердан-Колар, Весна Милошевић                  |
| 3  | Источна Немачка | Ханелоре Цобер, Катрин Кригер, Евелин Мац, Росвита Краузе, Кристина Рост, Петра Улиг, Сабине Ретер, Корнелија Куниш, Клаудија Вундерлих, Кристина Рихтер, Валтрауд Кречмар, Марион Тиц, Биргит Хајнеке, Ренате Рудолф                                 |